# RREEMM-Modell
Das RREEMM-Modell ergänzt das Menschenmodell des klassischen Homo oeconomicus um die Beschränkungen durch die Conditio humana, die natürlichen Vorgaben, denen alles Handeln unterworfen ist. Das Akronym „RREEMM“ steht für Resourceful-Restricted-Evaluating-Expecting-Maximizing-Man; selten wird die Version RREEM ohne „man“ im Akronym verwendet. Das Modell wurde von dem deutsch-niederländischen Soziologen Siegwart Lindenberg entwickelt und ist der Grundkonzeption des "REMM" (Resourceful-Evaluative-Maximizing-Model) von Michael C. Jensen und William H. Meckling verwandt.

## Modell desHomo oeconomicusals Ausgangspunkt
Das Modell des Homo oeconomicus wird in den Wirtschaftswissenschaften und auch in der Rational Choice Theory (Theorie der rationalen Entscheidung) für sozialwissenschaftliche Theoriebildung genutzt. Es handelt sich um ein rein analytisches Modell, welches keine Aussagen über das wahre Wesen des Menschen macht. Der Homo oeconomicus wird definiert als ein Akteur, der rational handelt, seinen individuellen Nutzen maximiert, seine Präferenzordnung kennt und widerspruchsfrei nach Wichtigkeit geordnet hat, über alle notwendigen Informationen verfügt und Zeit hat diese auszuwerten, um die für ihn (und seine 'Liebsten') vorteilhafteste Entscheidung zu treffen. Mit diesem Modell können soziale Phänomene untersucht werden, die unter Situationsbedingungen stattfinden, in denen Menschen sich annähernd folgenorientiert verhalten, z. B. an der Börse, auf dem Markt oder in der Arbeitswelt. In den allermeisten Situationen (z. B. Wahlentscheidung) ist dieses Modell jedoch unangemessen, um menschliches Handeln zu erklären.

## Zusätzliche Bedingungen durch die Conditio humana
Um eine allgemeine Handlungstheorie zu erhalten, muss das stark vereinfachende Homo oeconomicus-Modell um reale, sozialpsychologische Annahmen ergänzt werden. Hierzu zählen die Annahmen über die Conditio humana, d. h. das Beachten einschränkender Bedingungen für menschliche Handlungsoptionen.
Neben natürlichen Restriktionen, wie z. B. physische und psychische Fähigkeiten, begrenzte Lebenszeit oder auch Grundbedürfnisse wie Nahrung, Obdach, Arbeit etc., beinhaltet die Conditio humana auch soziale Beschränkungen. Der Mensch ist als soziales Wesen auf die Gemeinschaft angewiesen, welche ihn vor äußeren Bedrohungen zu schützen vermag und ihm für die Auswahl aus der Unübersichtlichkeit der Handlungsmöglichkeiten Kriterien bietet (Sitte, Moral, Tradition, Rechtsnormen).
Oft ist es plausibel, den realen Akteuren zwei Basisbedürfnisse zuzuschreiben, die die Handlungen des Akteurs im Sinne der Erwartungsnutzentheorie leiten: Wohlergehen in physischer wie psychischer Hinsicht und soziale Anerkennung. Soziale Anerkennung kann in Feudalgesellschaften durch Ehre, in Agrargesellschaften über Land und in kapitalistischen Gesellschaften über materiellen Wohlstand erlangt werden.
Im Rahmen der Erwartungsnutzentheorie hat der Mensch auch Kosten der Informationsbeschaffung, -aufnahme und -bewertung. Diese Kosten wird er nur aufwenden, wenn er sich durch bessere Informationen Vorteile verspricht. Meist wird man unter den Bedingungen der Conditio humana – wie z. B. Zeit- und Geldknappheit – nur die überschaubaren, kurzfristigen Folgen für sich selbst abschätzen, um die eigenen Handlungsoptionen zu erkennen und entsprechend zu entscheiden. Eine widerspruchsfreie Ordnung der eigenen Interessen und somit eine 'echt' rationale Entscheidung ist unter den Bedingungen der Conditio humana im Allgemeinen nicht gegeben. Angesichts der in der Realität immer knappen Ressourcen ist ein solches, primär am Eigennutz orientiertes Verhalten, die evolutionär erfolgreiche Strategie. Kollektive soziale Phänomene sind unter diesem Menschenmodell das Produkt zumeist nicht-beabsichtigter Folgen des nur kurzfristig und kurzsichtig am Eigennutz orientierten menschlichen Handelns.

## RREEMM als „realistischeres“ Modell desHomo oeconomicus
Unter Berücksichtigung dieser Umweltbedingungen des menschlichen Lebens ergibt sich Lindenbergs RREEMM-Modell. Dieser modellierte individuelle Akteur (man) ist in seinen Handlungsmöglichkeiten Einschränkungen unterworfen (restricted), hat aber eigene Handlungsressourcen und weiß diese findig zu nutzen (resourceful). Er kann nicht von den ihm unbekannten 'objektiven' Begebenheiten ausgehen, sondern ist auf eine subjektive Schätzung angewiesen (expecting), um die Handlungsoptionen im Hinblick auf seine eigentlichen Ziele zu bewerten (evaluating), und sich dann so zu entscheiden, dass sein erwartbarer Gesamtnutzen maximiert wird (maximizing).
Ein RREEMM wird also in eine Entscheidung nur so viel Zeit und Geld investieren, wie sich aufgrund der Wichtigkeit der anstehenden Entscheidung lohnt. In der Regel wird er daher Entscheidungshilfen wie Rechtsnormen und Tradition befolgen oder auch die Meinung von als vertrauenswürdig eingeschätzten „Experten“, da nonkonformes Verhalten zumeist Kosten (Sanktionen) nach sich zieht. Allerdings ist ein RREEMM durchaus in der Lage, Handlungsrestriktionen zu umgehen, wenn er sich dadurch Vorteile verspricht.